# Agsdorf-Gegend, Trg
Agsdorf-Gegend je naselje v Občini Trg v Okraju Trg na Koroškem v Avstriji.